# Lijst van voetbalinterlands Mexico - Nigeria
Deze lijst van voetbalinterlands is een overzicht van alle officiële voetbalwedstrijden tussen de nationale teams van Mexico en Nigeria. De landen speelden tot op heden zeven keer tegen elkaar. De eerste ontmoeting, een wedstrijd om de derde plaats van de FIFA Confederations Cup 1995, werd gespeeld in Riyad (Saoedi-Arabië) op 13 januari 1995. Het laatste duel, een vriendschappelijke wedstrijd, vond plaats op 28 mei 2022 in Dallas (Verenigde Staten).

## Wedstrijden
| № | Plaats        | Datum           | Competitie                   | Wedstrijd        | Uitslag |
| - | ------------- | --------------- | ---------------------------- | ---------------- | ------- |
| 1 | Riyad         | 13 januari 1995 | FIFA Confederations Cup 1995 | Mexico – Nigeria | 1 – 1   |
| 2 | Dallas        | 24 juni 1995    | Vriendschappelijk            | Nigeria – Mexico | 1 – 2   |
| 3 | Ciudad Juárez | 14 oktober 2007 | Vriendschappelijk            | Mexico – Nigeria | 2 – 2   |
| 4 | Houston       | 31 mei 2013     | Vriendschappelijk            | Mexico – Nigeria | 2 – 2   |
| 5 | Atlanta       | 5 maart 2014    | Vriendschappelijk            | Mexico – Nigeria | 0 – 0   |
| 6 | Los Angeles   | 3 juli 2021     | Vriendschappelijk            | Nigeria − Mexico | 0 − 4   |
| 7 | Dallas        | 28 mei 2022     | Vriendschappelijk            | Mexico − Nigeria | 2 − 1   |

## Samenvatting
| Competitie              | Totaal gespeeld | Winst Mexico | Gelijk | Winst Nigeria | Doelsaldo Mexico – Nigeria |
| ----------------------- | --------------- | ------------ | ------ | ------------- | -------------------------- |
| FIFA Confederations Cup | 1               | 0            | 1      | 0             | 1 − 1                      |
| Vriendschappelijk       | 6               | 3            | 3      | 0             | 12 − 5                     |
| Totaal                  | 7               | 3            | 4      | 0             | 13 − 6                     |

## Details

### Eerste ontmoeting
| FIFA Confederations Cup 1995 (Riyad, Saoedi-Arabië, 13 januari 1995): |                     | |
| Mexico | 1 – 1               | Nigeria |
| Jesús Ramón Ramírez 20' (pen.) | goals               | 31' Daniel Amokachi |
| Miguel Mejía Barón | bondscoach          | Shaibu Amadu |
| Alberto García Aspe Luis García Benjamín Galindo Carlos Hermosillo Claudio Suárez | strafschoppen 5 – 4 | Augustine Okocha Mutiu Adepoju Augustine Eguavoen Ben Iroha Emmanuel Amunike                                                                                        |
| Jorge Campos Claudio Suárez Ignacio Ambríz 89' Jesús Ramón Ramírez Marcelino Bernal Carlos Hermosillo Alberto García Aspe Jorge Rodriguez Luis García Joaquín del Olmo Raúl Gutiérrez | opstellingen        | Peter Rufai Augustine Eguavoen Ben Iroha Uche Okechukwu Mutiu Adepoju 75' Dominic Iorfa Augustine Okocha Emmanuel Amunike Samson Siasia Daniel Amokachi Uche Okafor |
| Benjamín Galindo 89' | wissels             | 75' Barnabas Imenger |
| Alberto García Aspe 15' Joaquín del Olmo 23' Luis García 52' Jorge Campos 79' Marcelino Bernal 83'                                                                                    | gele kaarten        | 22' Augustine Eguavoen 47' Ben Iroha 80' Barnabas Imenger |

### Derde ontmoeting
| Vriendschappelijk (Ciudad Juárez, Mexico, 14 oktober 2007): |       |                                         |
| Mexico                                                      | 2 – 2 | Nigeria                                 |
| Juan Carlos Cacho 55' Juan Carlos Cacho 68' (pen.)          | goals | 32' Obafemi Martins 52' Obafemi Martins |

### Vierde ontmoeting
| Vriendschappelijk (Houston, Verenigde Staten, 31 mei 2013): |              |                                |
| Mexico                                                      | 2 – 2        | Nigeria                        |
| Javier Hernández 21' Javier Hernández 69'                   | goals        | 28' Ayodeyi Brown 39' John Ogu |
| Pablo Barrera 27'                                           | rode kaarten |                                |

### Vijfde ontmoeting
| Vriendschappelijk (Atlanta, Verenigde Staten, 5 maart 2014): |       |         |
| Mexico                                                       | 0 – 0 | Nigeria |
|                                                              | goals |         |

FMF · A-internationals · Selecties · Bondscoaches · Statistieken · Mexicaans vrouwenelftal · Olympisch elftal · Mexico U21 · Mexico U20 · Mexico U19 · Mexico U18 · Mexico U17
1920 – 1949 ·
1950 – 1969 ·
1970 – 1979 ·
1980 – 1989 ·
1990 – 1999 ·
2000 – 2009 ·
2010 – 2019 ·
2020 – 2029
Copa América 1993 ·
Copa América 1995 ·
Copa América 1997 ·
Copa América 1999 ·
Copa América 2001 ·
Copa América 2004 ·
Copa América 2007 ·
Copa América 2011 ·
Copa América 2015 · 
Copa América 2016
WK 1930 ·
WK 1950 ·
WK 1954 ·
WK 1958 ·
WK 1962 ·
WK 1966 ·
WK 1970 ·
WK 1978 ·
WK 1986 ·
WK 1994 ·
WK 1998 ·
WK 2002 ·
WK 2006 ·
WK 2010 ·
WK 2014 · 
WK 2018
OS 1928 ·
OS 1948 ·
OS 1964 ·
OS 1968 ·
OS 1972 ·
OS 1976 ·
OS 1992 ·
OS 1996 ·
OS 2004 ·
OS 2012 ·
OS 2016 ·
OS 2020
1923 ·
1924–1927 ·
1928 ·
1929 ·
1930 ·
1931–1933 ·
1934 ·
1935 ·
1936 ·
1937 ·
1938 ·
1939–1946 ·
1947 ·
1948 ·
1949 ·
1950 ·
1951 ·
1952 ·
1953 ·
1954 ·
1955 ·
1956 ·
1957 ·
1958 ·
1959 ·
1960 ·
1961 ·
1962 ·
1963 ·
1964 ·
1965 ·
1966 ·
1967 ·
1968 ·
1969 ·
1970 · 
1971 · 
1972 · 
1973 · 
1974 · 
1975 · 
1976 · 
1977 · 
1978 · 
1979 · 
1980 · 
1981 · 
1982 · 
1983 · 
1984 · 
1985 · 
1986 · 
1987 · 
1988 · 
1989 · 
1990 · 
1991 · 
1992 · 
1993 · 
1994 · 
1995 · 
1996 · 
1997 · 
1998 · 
1999 · 
2000 · 
2001 · 
2002 · 
2003 · 
2004 · 
2005 · 
2006 · 
2007 · 
2008 · 
2009 · 
2010 · 
2011 · 
2012 · 
2013 · 
2014 · 
2015 · 
2016 ·
2017 ·
2018 ·
2019 ·
2020 ·
2021 ·
2022 ·
2023
Albanië ·
Algerije ·
Angola ·
Argentinië ·
Australië ·
België ·
Belize ·
Bermuda ·
Bolivia ·
Bosnië en Herzegovina ·
Brazilië ·
Bulgarije ·
Canada ·
Chili ·
China ·
Colombia ·
Congo-Kinshasa ·
Costa Rica ·
Cuba ·
Curaçao ·
DDR ·
Denemarken ·
Dominica ·
Duitsland ·
Ecuador ·
Egypte ·
El Salvador ·
Engeland ·
Estland ·
Fiji ·
Finland ·
Frankrijk ·
Gambia ·
Ghana ·
Griekenland ·
Guatemala ·
Guyana ·
Haïti ·
Honduras ·
Hongarije ·
Ierland ·
IJsland ·
Irak ·
Iran ·
Israël ·
Italië ·
Ivoorkust ·
Jamaica ·
Japan ·
Joegoslavië ·
Kameroen ·
Kroatië ·
Liberia ·
Luxemburg ·
Marokko ·
Martinique ·
Nederland ·
Nederlandse Antillen ·
Nicaragua ·
Nieuw-Zeeland ·
Nigeria ·
Noord-Ierland ·
Noord-Korea ·
Noorwegen ·
Oekraïne ·
Oezbekistan ·
Panama ·
Paraguay ·
Peru ·
Polen ·
Portugal ·
Qatar ·
Roemenië ·
Rusland ·
Saint Kitts en Nevis ·
Saint Vincent en de Grenadines ·
Saoedi-Arabië ·
Schotland ·
Senegal ·
Servië ·
Slovenië ·
Slowakije ·
Sovjet-Unie ·
Spanje ·
Suriname ·
Trinidad en Tobago ·
Tsjechië ·
Tsjecho-Slowakije ·
Tunesië ·
Uruguay ·
Venezuela ·
Verenigde Staten ·
Wales ·
Wit-Rusland ·
Zuid-Afrika ·
Zuid-Korea ·
Zweden ·
Zwitserland
Angola (2006) ·
Argentinië (2006) ·
Brazilië (1999) ·
Brazilië (2014) ·
Brazilië (2018) ·
Duitsland (2018) ·
Frankrijk (2010) ·
Iran (2006) ·
Kameroen (2014) ·
Kroatië (2014) ·
Nederland (2014) ·
Portugal (2006) ·
Uruguay (2010) ·
Zuid-Afrika (2010) ·
Zuid-Korea (2018) ·
Zweden (2018)
NFA · A-internationals · Selecties · Bondscoaches · Statistieken · Nigeriaans vrouwenelftal · Olympisch elftal · Nigeria U21 · Nigeria U20 · Nigeria U19 · Nigeria U18 · Nigeria U17
1950 – 1959 · 
1960 – 1969 · 
1970 – 1979 · 
1980 – 1989 · 
1990 – 1999 · 
2000 – 2009 · 
2010 – 2019 ·
2020 − 2029
CC 1995 · 
CC 2013
WK 1994 · 
WK 1998 · 
WK 2002 · 
WK 2010 · 
WK 2014 · 
WK 2018
OS 1968 · 
OS 1980 · 
OS 1988 · 
OS 1996 · 
OS 2000 · 
OS 2008 · 
OS 2016
1949 · 
1950 · 1951 · 1952 · 1953 · 1954 · 
1955 · 
1956 · 
1957 · 
1958 · 
1959 · 
1960 · 
1961 · 
1962 · 
1963 · 
1964 · 
1965 · 
1966 · 
1967 · 
1968 · 
1969 · 
1970 · 
1971 · 
1972 · 
1973 · 
1974 · 
1975 · 
1976 · 
1977 · 
1978 · 
1979 · 
1980 · 
1981 · 
1982 · 
1983 · 
1984 · 
1985 · 
1986 · 
1987 · 
1988 · 
1989 · 
1990 · 
1991 · 
1992 · 
1993 · 
1994 · 
1995 · 
1996 · 
1997 · 
1998 · 
1999 · 
2000 · 
2001 · 
2002 · 
2003 · 
2004 · 
2005 · 
2006 · 
2007 · 
2008 · 
2009 · 
2010 · 
2011 · 
2012 · 
2013 · 
2014 ·
2015 ·
2016 ·
2017 ·
2018 ·
2019 ·
2020 ·
2021 ·
2022
Algerije ·
Angola ·
Argentinië ·
Australië ·
Benin ·
Bosnië en Herzegovina ·
Botswana ·
Brazilië ·
Bulgarije ·
Burkina Faso ·
Burundi ·
Canada ·
Centraal-Afrikaanse Republiek ·
Colombia ·
Congo-Brazzaville ·
Congo-Kinshasa ·
Costa Rica ·
Denemarken ·
Duitsland ·
Ecuador ·
Egypte ·
Engeland ·
Equatoriaal-Guinea ·
Eritrea ·
Ethiopië ·
Frankrijk ·
Gabon ·
Gambia ·
Georgië ·
Ghana ·
Griekenland ·
Guinee ·
Guinee-Bissau ·
Ierland ·
IJsland ·
Indonesië ·
Iran ·
Italië ·
Ivoorkust ·
Jamaica ·
Japan ·
Joegoslavië ·
Jordanië ·
Kaapverdië · 
Kameroen ·
Kenia ·
Kroatië ·
Lesotho ·
Liberia ·
Libië ·
Luxemburg ·
Madagaskar ·
Malawi ·
Mali ·
Marokko ·
Mexico ·
Mozambique ·
Namibië ·
Nederland ·
Niger ·
Noord-Korea ·
Noord-Macedonië ·
Noorwegen ·
Oeganda ·
Oekraïne ·
Oezbekistan ·
Oostenrijk ·
Paraguay ·
Peru ·
Polen ·
Portugal ·
Roemenië ·
Rwanda ·
Saoedi-Arabië ·
Sao Tomé en Principe ·
Schotland ·
Senegal ·
Servië ·
Seychellen ·
Sierra Leone ·
Soedan ·
Spanje ·
Swaziland ·
Tahiti ·
Tanzania ·
Thailand ·
Togo ·
Tsjaad ·
Tsjechië ·
Tunesië ·
Uruguay ·
Venezuela ·
Verenigde Staten ·
Zambia ·
Zimbabwe ·
Zuid-Afrika ·
Zuid-Korea ·
Zweden ·
Zwitserland
Argentinië (2010) ·
Argentinië (2014) ·
Argentinië (2018) ·
Bosnië en Herzegovina (2014) ·
Burkina Faso (2013) ·
Frankrijk (2014) ·
Iran (2014) ·
IJsland (2018) ·
Kroatië (2018) ·
Zuid-Korea (2010)